# Georgi Dontschew
Georgi Dontschew (bulgarisch Георги Дончев, engl. Transkription George Donchev, * 18. August 1967) ist ein bulgarischer Jazzmusiker (Kontrabass, auch Gesang).

## Leben und Wirken
Donchev besuchte 1989 bis 1992 die Nationale Musikakademie Pancho Vladigerov; zwischen 1993 und 1995 studierte er am Berklee College of Music und 2002 bis 2005 an der Dominica Jungle School of Music. 1990 entstanden erste Aufnahmen mit der Vokalistin Yildiz Ibrahimova (Illusory Eternity). Seitdem spielte er u. a. mit Hal Crook, George Garzone, Bob Moses, David Berkman, Nigel Kennedy, Joe Maneri, Jacques Schwarz-Bart, John Lockwood, Eddie Kirkland, Cuong Vu, Danilo Perez, Tommy Smith, Tony Malaby, George Schuller, Ian Froman, Stéphane Belmondo, Jeff Williams, Milcho Leviev, Baby Sommer, Franz Koglmann, Anatoly Vapirov und Anthony Wonsey. Im Bereich des Jazz war er zwischen 1990 und 1990 an fünf Aufnahmesessions beteiligt. Er arbeitet seit den 2010er-Jahren in Berlin; gegenwärtig ist er Mitglied des Quartetts For Free Hands, mit Vladimir Karparov, Dimitris Christides und Andreas Brunn. Sein Bruder ist der Jazzpianist Antoni Donchev.